# Famille Alberti (Florence)
Pour les articles homonymes, voir Alberti.
 (juillet 2024).
La famille Alberti est l'une des plus anciennes familles nobles de Florence remontant sa filiation au IXe siècle. Elle est la souche de la Famille d'Alberti della Briga qui figure en tant que" Alberti (d’) della Briga (D’Alberti, già Alberti), ed. XXXIII (2015-2020), P. II, v. I, p. 607" à l'indice général de la XXXIII édition de l’Annuaire de la Noblesse italienne (2015-2020). Elle serait aussi la souche de la maison d'Albert de Luynes.

## Histoire
La famille Alberti est très ancienne et descend du Comte Goffredo à qui l'empereur Othon Ier, en 867, confirma les nombreux fiefs qu'il possédait en Italie, dans les hautes vallées du Tibre et de l'Arno, dont les châteaux de Catenaia, Talla, Montegiovi, Bagnena et Penne.
La famille « Alberti di Catenaia », tire donc son origine et son blason du Castello di Catenaia (château de la chaine) dans le Valdarno Casentinese (Toscane-Italie), dont elle prend souvent le nom pour se distinguer des autres lignées du même patronyme comme celles des Comtes de Vernio et Prato.[réf. nécessaire]
Les armoiries Alberti comportent ainsi deux chaines d'argent entrecroisées sur fond d'azur.

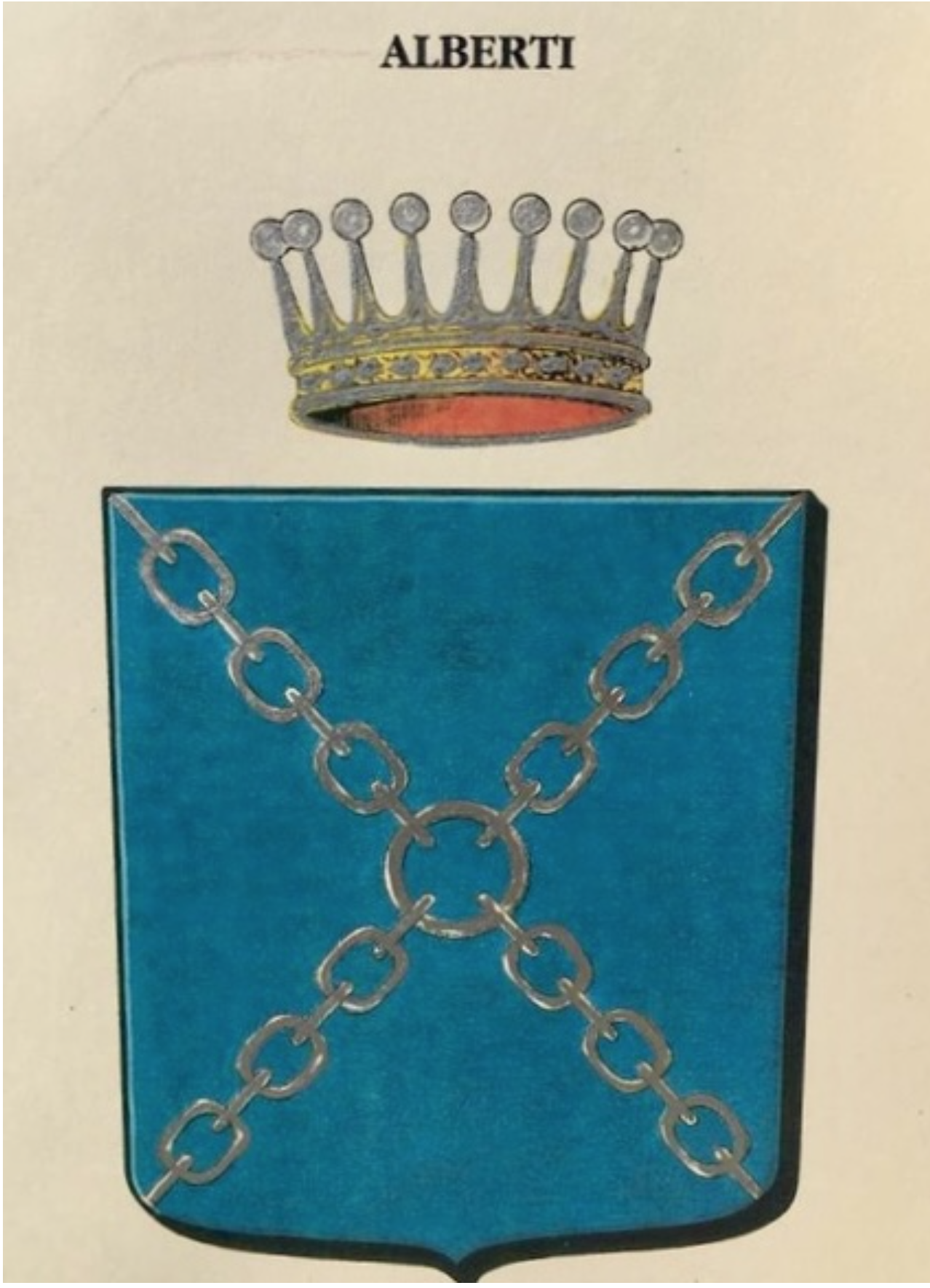
Stemma Alberti

La famille est aussi connue sous le nom « Alberti del Giudice », en tant que descendants de Jacopo ou Rustico, qui était un juge célèbre au début du XIIIe siècle. Ce dernier fut le premier à s'établir à Florence au cours de la 1ère moitié du XIIIe siècle
Ses membres fondateurs se consacrent aux professions juridiques et aux activités commerciales, industrielles et bancaires. Ils ont été d'éminents banquiers à Florence et dans les centres névralgiques de l'économie européenne.
L'engagement politique des Alberti à Florence allait de pair avec leur activité commerciale et bancaire : 52 membres de la famille ont occupé le poste de prieur de la municipalité de Florence et en l'espace d'une trentaine d'années, ils ont construit un réseau de banques et de succursales gérées directement par la famille ou par des correspondants.
Ils surmontèrent habilement la grande crise du marché entre 1333 et 1346, survivant à la faillite de plus de 350 entreprises.
Les Alberti ont atteint le sommet de leur prestige et de leur richesse en assumant le rôle dominant de banquiers du pape à la cour d'Avignon.
La seconde moitié du XIVe siècle a représenté la période d'expansion maximale pour la famille Alberti.
Les Alberti jouèrent un rôle important dans la République florentine, fournissant neuf gonfaloniers et 49 prieurs entre 1280 et 1528. Parmi eux, Messer Niccolò di Messer Iacopo Alberti fut l'un des hommes les plus influents de Florence et mourut en 1377 avec la réputation d'être le citoyen le plus riche de la République. Ses somptueuses funérailles ont été décrites dans le Journal de Monaldi, montrant le luxe effréné qui caractérisait les cérémonies funéraires de l'époque.
Dans son traité De la Famille rédigé entre 1433 et 1440, le célèbre humaniste Leon Battista Alberti traite du rôle politique, social et économique d'une puissante famille au sein de la Cité ; mais Alberti aborde aussi, et de façon nouvelle, la place et le rôle de l'argent, le choix d'un métier, la gestion du temps, l'éducation et la formation de la jeunesse, la morale, l'amitié, la renommée, voire la vie du courtisan auprès de grands princes de la Renaissance.
Leon Battista Alberti y présente Niccolò di Iacopo et Benedetto di Nerozzo comme les personnages ayant posé les prémisses du déclin de la famille Alberti, car avec eux et après eux viendra l'exil.
Lorsqu'éclata l'émeute des Ciompi (1378-1382), Benedetto fut proclamé chevalier par le peuple avec Antonio, fils du défunt Niccolò.
S'ensuivirent des années de lutte acharnée entre les partisans de Maso degli Albizzi et le parti adverse dirigé par Silvestro dei Medici, allié avec les Ricci et les Alberti. Cette lutte allait au-delà des affrontements de classe et s'étendait à des niveaux plus complexes tels que les réformes institutionnelles et les programmes politiques. Benedetto Alberti renversa la faction des Albizzi en 1378. Renversé à son tour en 1381 par les Albizzi, il mourut en exil.
En effet, Maso degli Albizzi réussit à éliminer ses adversaires avec l'outil le plus radical à sa disposition : l'exil.
Le décret d'exil de 1401 est le premier d'une série qui éloignera longtemps les Alberti de Florence.
Selon ce décret, Antonio degli Alberti devait payer 3000 florins d'or pour éviter la décapitation. Dès l'amende payée, il fut libéré et exilé pendant 30 ans à plus de 300 miles de Florence avec son frère Altobianco.
Antonio degli Alberti (1358-1415), prieur en 1384, fut l'un des principaux mécènes des arts. Il entretint la Villa del Paradiso comme centre d'artistes, d'écrivains et d'intellectuels avant d'être banni en 1401.
Pour d'autres membres de la famille, dont Lorenzo Alberti (père de l'humaniste Leon Battista Alberti, architecte et écrivain né en exil à Gênes en 1404 et mort à Rome en 1472), l'exil a été décrété pour 20 ans à plus de 180 miles de la ville. Pour tous les autres Alberti de plus de 16 ans, l'exil aurait duré 10 ans dans un endroit de leur choix à au moins 100 miles de Florence.
La famille Alberti s'est principalement installée dans les villes où ils faisaient leurs affaires et où leurs banques étaient basées : Venise, Gênes, Londres, Bruges, etc.
L'interdiction a été retirée en 1428 et une partie de la famille est rentrée à Florence où ils furent rappelés en 1435 par les Médicis, mais une autre partie avait pris racine dans d'autres lieux en Italie et à l'étranger.

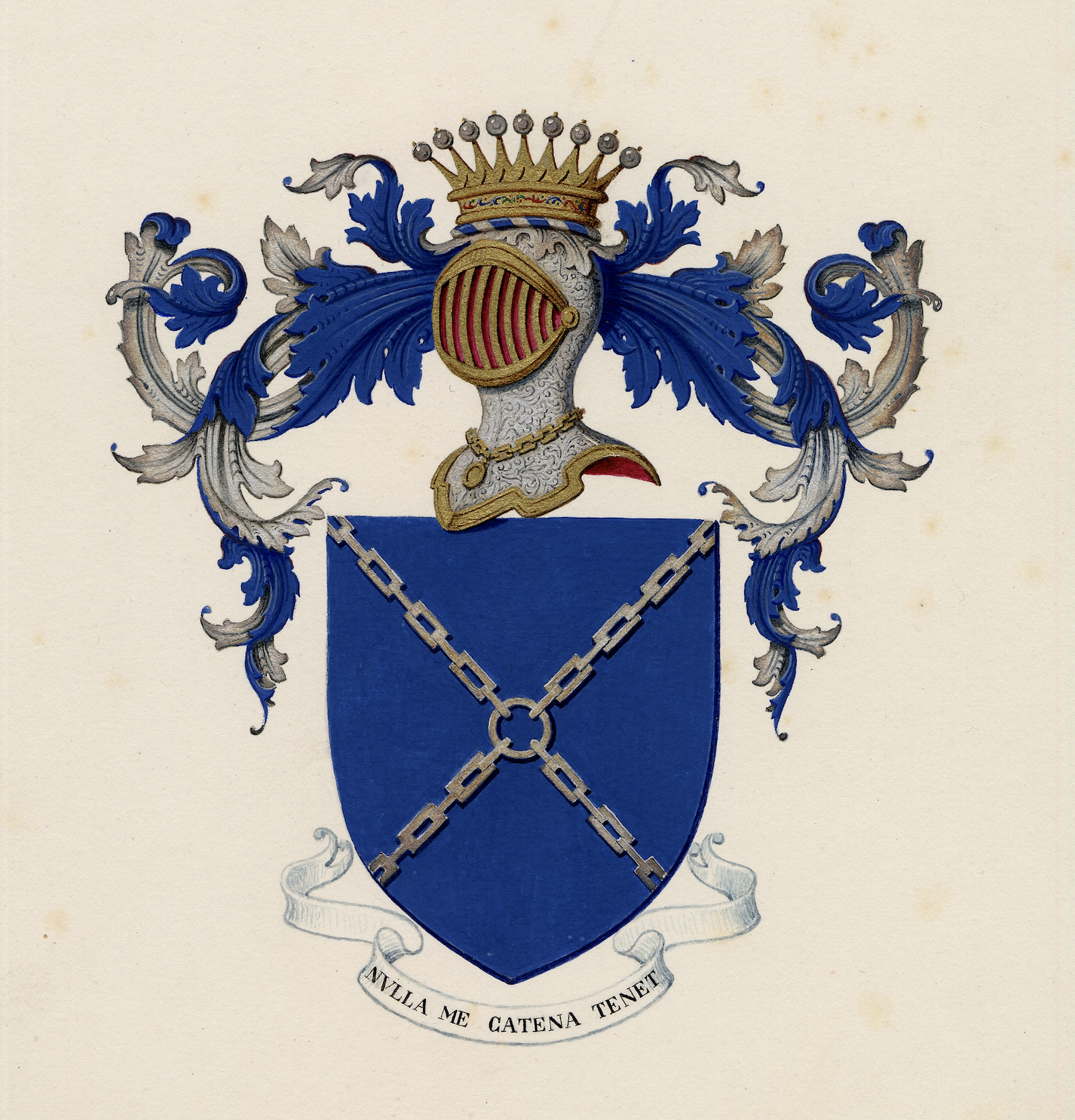
Stemma d'Alberti della Briga

En Italie, la famille degli Alberti a ainsi essaimé par son alliance au XVe siècle avec la famille des comtes Lascaris de Vintimille qui est à l'origine de la branche des comtes d'Alberti della Briga - Lascaris.
La famille Alberti aurait aussi essaimé en France avec les seigneurs de Luynes (d'Albert de Luynes) et de Chaulnes.

## Armoiries
Les armoiries Alberti sont visibles à Florence : 
- Torre degli Alberti (Florence)

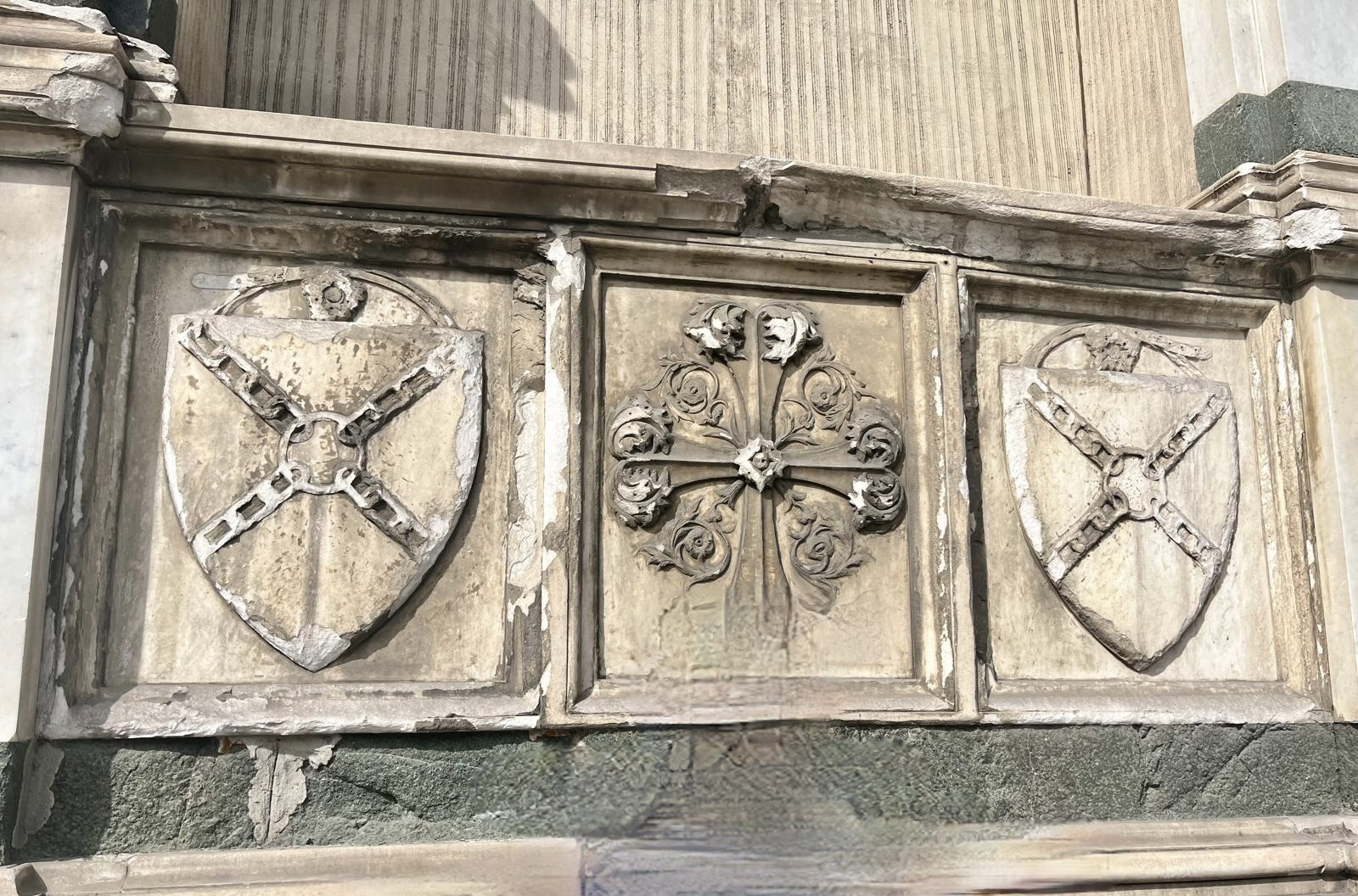
Armoiries Alberti Basilica Santa Maria Novella Florence Italie

- Santa Maria Novella (Florence) : À droite de la façade se trouve le cimetière du couvent où sont enterrés les membres des familles les plus importantes de Florence. Le long du mur d'enceinte du cimetière se trouvent d'autres tombes, qui donnent également leur nom à la rue qui les longe (via degli Avelli). Les tombes sont décorées de deux armoiries familiales du défunt, séparées par la croix du peuple florentin[13]. On y trouve une tombe Alberti.Armoiries Alberti Basilica Santa Maria Novella Florence ItalieEntre 1458 et 1470, Leon Battista Alberti, par la munificence de Giovanni di Paolo Rucellai (dont le nom et la date de fin des travaux sont visibles en grosses lettres sous le tympan), créa le portail central et la partie supérieure de la façade, harmonisant les éléments préexistants avec ceux de la Renaissance. Pour ensuite harmoniser la nef principale avec les nefs latérales considérablement inférieures, il dessine les deux volutes inversées d'origine[14].
- Sur la façade du Palazzo Bardi Tempi, on peut voir les armoiries AlbertiPalazzo bardi tempi, stemma alberti di catenaia

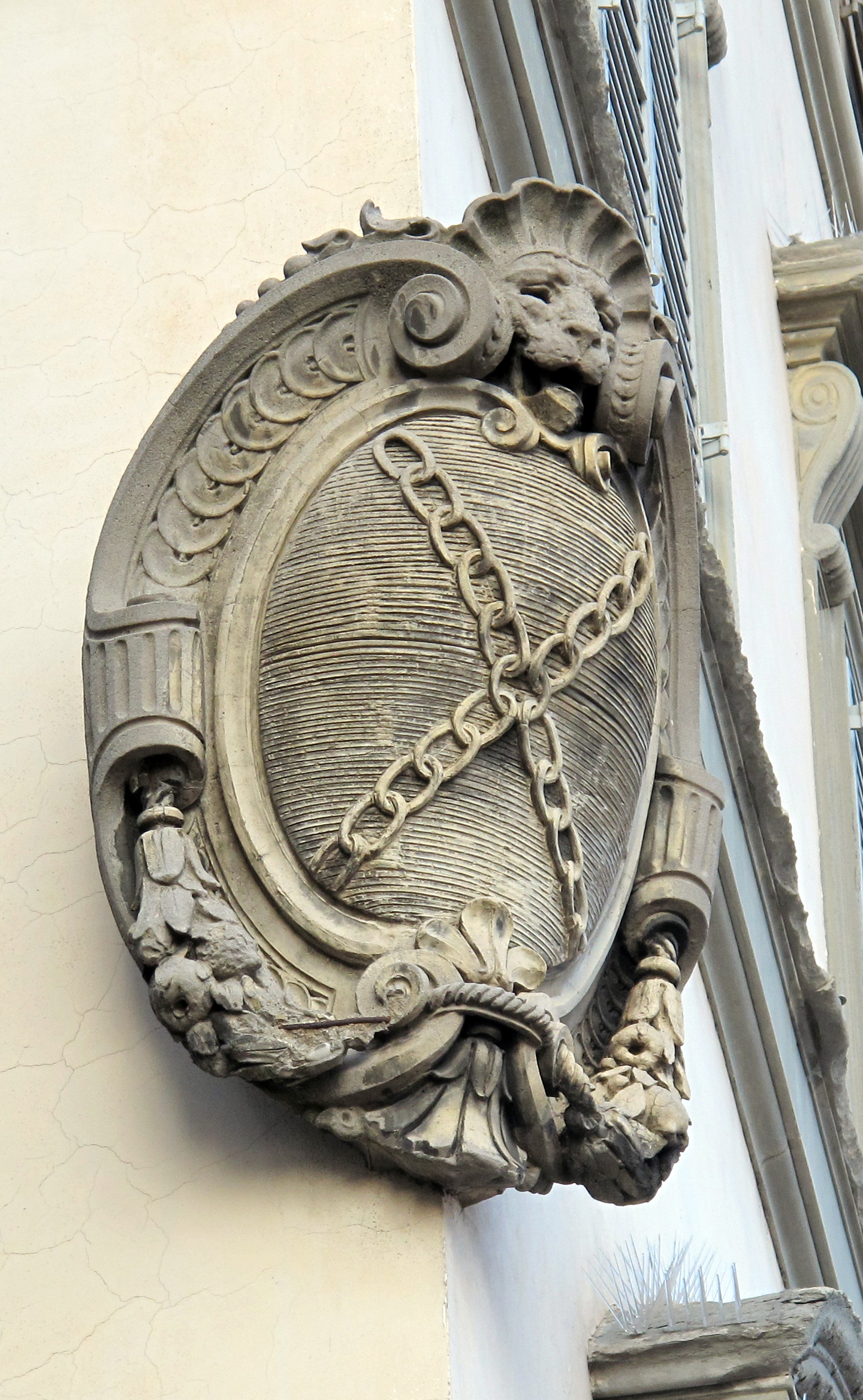
Palazzo bardi tempi, stemma alberti di catenaia

- Palazzo Davanzati (Florence) : Sala dei Pavoni, Sala dei Papagalli (sur la cheminée), Camera della Castellana di Vergy (cette chambre fut décorée à l'occasion du mariage de Paolo Davizzi avec Lisa degli Alberti en 1355).Armoiries Alberti au Palazzo Davanzati chambre des paons

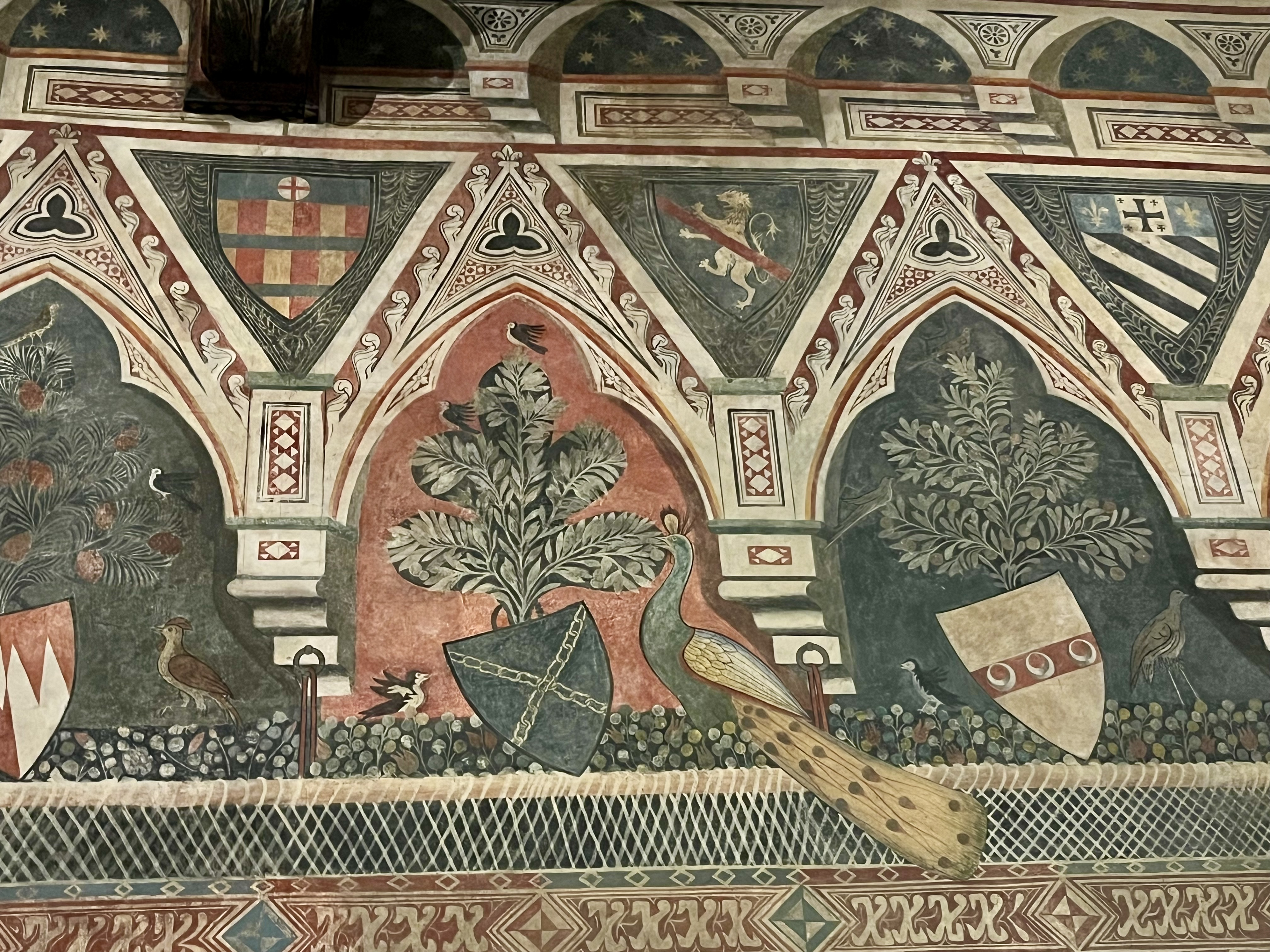
Armoiries Alberti au Palazzo Davanzati chambre des paons

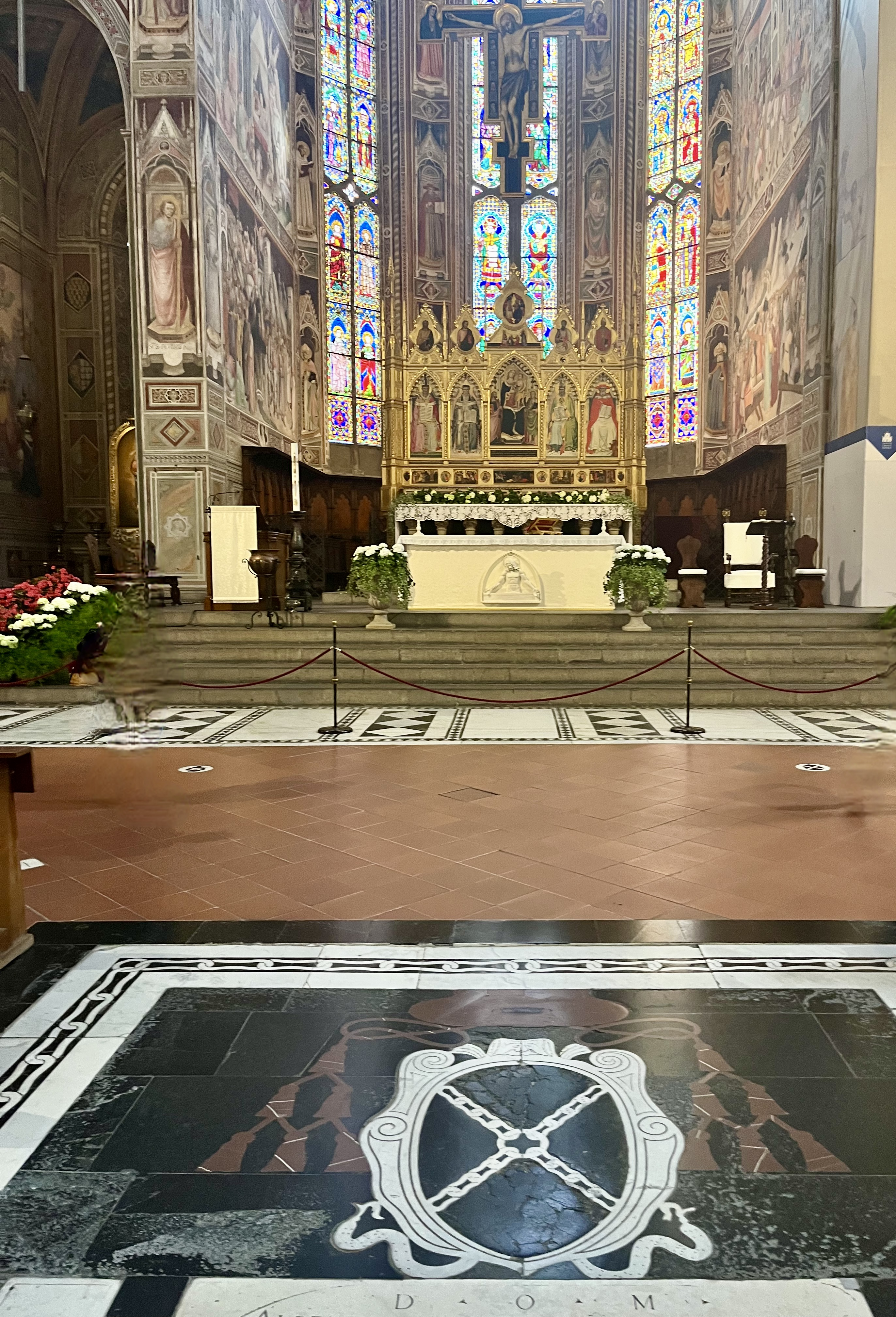
Nef de la Basilique Santa Croce Florence Italie

- Basilica di Santa Croce (Florence) : Depuis sa construction jusqu'au XVe siècle, la basilique était le tombeau de la famille Alberti. Ils ont obtenu ce droit d'inhumation pour avoir participé à la construction et à l'amélioration de la basilique (chapelle Majeure en 1348 et cycle de la légende de la Vraie Croix en 1380). C'est ainsi qu'au sol, dans l'allée centrale, face au chœur se trouvent les armoiries Alberti. Nef de la Basilique Santa Croce Florence ItalieEn outre, la basilique est le lieu de sépulture de certaines des personnalités italiennes les plus illustres, telles que Michel-Ange Buonarroti, Galileo Galilei, Niccolò Machiavelli, Vittorio Alfieri, Ugo Foscolo, Gioachino Rossini et Leon Battista Alberti. Près du dernier pilier de la nef gauche se trouve le cénotaphe de Leon Battista Alberti. Le monument néoclassique créé par Lorenzo Bartolini, commencé en 1838 et placé dans la basilique en 1851, représente l'Apothéose de Leon Battista Alberti : l'architecte, accueilli par un ange tenant une torche allumée, tend la main vers la divinité dans un acte de gratitude. L'architecte est accompagné d'un ange gardien aux pieds duquel se trouvent quelques livres sur lesquels repose la renommée d'Alberti.